# Риггз, Чендлер
Чендлер Карлтон Риггз (англ. Chandler Carlton Riggs; род. 27 июня 1999, Атланта) — американский актёр, известный по роли Карла Граймса в телесериале «Ходячие мертвецы», основанном на серии одноименных комиксов. За эту роль в 2012 и 2013 годах номинировался на премию «Молодой актёр», а в 2014 году получил её. В 2014—2018 годах пять раз номинировался на премию «Сатурн» и трижды становился её обладателем.

## Ранняя жизнь
Риггз родился 27 июня 1999 года в Атланте, Джорджия, США в семье актрисы Джины Энн Риггз (урождённая Карлтон) и актёра Уильяма Риггза. 

## Карьера
Карьера Риггза началась в возрасте четырёх лет. Риггз начал играть в различных театральных постановках, среди которых «Удивительный волшебник из страны Оз» где он исполнил роль Манчкина, а также постановке «Оклахома!». В возрасте пяти лет исполнил роль в инди-фильме ужасов «Иисус Х. Зомби». В возрасте девяти лет сыграл небольшую роль в прорывном фильме «Похороните меня заживо» а также телефильме «Невиновный».
С 2010 года начал сниматься в главной роли, в телесериале «Ходячие мертвецы» исполнив роль Карла Граймса. Телесериал принёс огромную популярность Риггзу, а также множество наград и номинаций, в том числе пять номинаций на премию «Сатурн» три из которых стали победными для актёра. Помимо съемок в телесериале в 2014 году исполнил роль в фильме ужасов «Милосердие». В 2017 стало известно об участии актёра в фильме «Наследие гадюки» где он исполнил одну из главных ролей, выпуск фильме состоялся в 2019 году. В том же 2017 сыграл в фильме «Взлом».
В 2023 году выступил в качестве режиссёра и продюсера музыкального клипа исполнительницы Lulu La's под название «Kid For Life». Помимо музыкального клипа, в том же году выступил продюсером и режиссёром короткометражного фильма «The Unicorn That Never Lies» получивший номинацию инди-фестивале IndieX.
В ноябре 2022 стало известно что Риггз, исполнит роль в короткометражном фильме «Бакалавр» рассказывающий о ментальной здоровье во время учёбы в колледже. В феврале 2023 года Риггз также присоединился к съемкам драматического фильма «Сезон расставаний». В феврале 2024 года Риггз присоединился к съемкам фильма основанным на реальных событиях «Взлом». В марте 2024 года в сети появился трейлер фильма ужасов «Паук», в котором актёр сыграет роль Питера Паркера.

## Фильмография
| Год       |     | Русское название                                                | Оригинальное название                          | Роль                             |
| --------- | --- | --------------------------------------------------------------- | ---------------------------------------------- | -------------------------------- |
| 2006      | ф   | Иисус Х. Зомби                                                  | Jesus H. Zombie                                | Игон                             |
| 2009      | ф   | Похороните меня заживо                                          | Get Low                                        | Том                              |
| 2010      | тф  | Невиновный                                                      | The Wronged Man                                | Райан Грегори (в возрасте 7 лет) |
| 2010—2022 | с   | Ходячие мертвецы                                                | The Walking Dead                               | Карл Граймс                      |
| 2011      | кор | Терминус                                                        | Terminus                                       | Дэниел                           |
| 2014      | ф   | Милосердие                                                      | Mercy                                          | Джордж Брукнер                   |
| 2017      | ф   | Взлом                                                           | Keep Watching                                  | Ди Джей                          |
| 2017      | с   | Робоцып                                                         | Robot Chicken                                  | Карл Граймс                      |
| 2019      | ф   | Последняя женщина на Земле                                      | Only                                           | Кейси                            |
| 2019      | ф   | Наследие гадюки                                                 | Inherit the Viper                              | Купер                            |
| 2019—2023 | с   | Миллион мелочей                                                 | A Million Little Things                        | Патрик Нельсон                   |
| 2023      | мф  | Лига Справедливости и Руби: Супергерои и охотники. Часть первая | Justice League x RWBY: Super Heroes & Huntsmen | Супермен                         |
| 2023      | ки  |                                                                 | The Walking Dead: Destinies                    | камео                            |
| 2024      | ф   | Сезон расставаний                                               | Breakup Season                                 | Бен                              |
| 2024      | кор | Паук                                                            | The Spider                                     | Питер Паркер                     |
|           | кор | Бакалавр                                                        | The Undergraduate                              | Генри                            |
|           | ф   | Взлом                                                           | HACKED: A Double Entendre of Rage Fueled Karma | хамелеон                         |

## Награды и номинации
| Премия          | Год  | Категория                                                                    | Итог      | Сериал             |
| --------------- | ---- | ---------------------------------------------------------------------------- | --------- | ------------------ |
| «Молодой актёр» | 2012 | Лучшее исполнение главной роли в сериале молодым актёром                     | Номинация | «Ходячие мертвецы» |
| «Молодой актёр» | 2013 | Лучшее исполнение главной роли молодым актёром в сериале (комедия или драма) | Номинация | «Ходячие мертвецы» |
| «Молодой актёр» | 2014 | Лучшее исполнение главной роли молодым актёром в сериале (комедия или драма) | Награда   | «Ходячие мертвецы» |
| «Сатурн»        | 2014 | Лучшее исполнение роли молодым актёром в телесериале                         | Награда   | «Ходячие мертвецы» |
| «Сатурн»        | 2015 | Лучшее исполнение роли молодым актёром в телесериале                         | Номинация | «Ходячие мертвецы» |
| «Сатурн»        | 2016 | Лучшее исполнение роли молодым актёром в телесериале                         | Награда   | «Ходячие мертвецы» |
| «Сатурн»        | 2017 | Лучшее исполнение роли молодым актёром в телесериале                         | Номинация | «Ходячие мертвецы» |
| «Сатурн»        | 2018 | Лучшее исполнение роли молодым актёром в телесериале                         | Награда   | «Ходячие мертвецы» |